# Palazzo Mattei di Giove

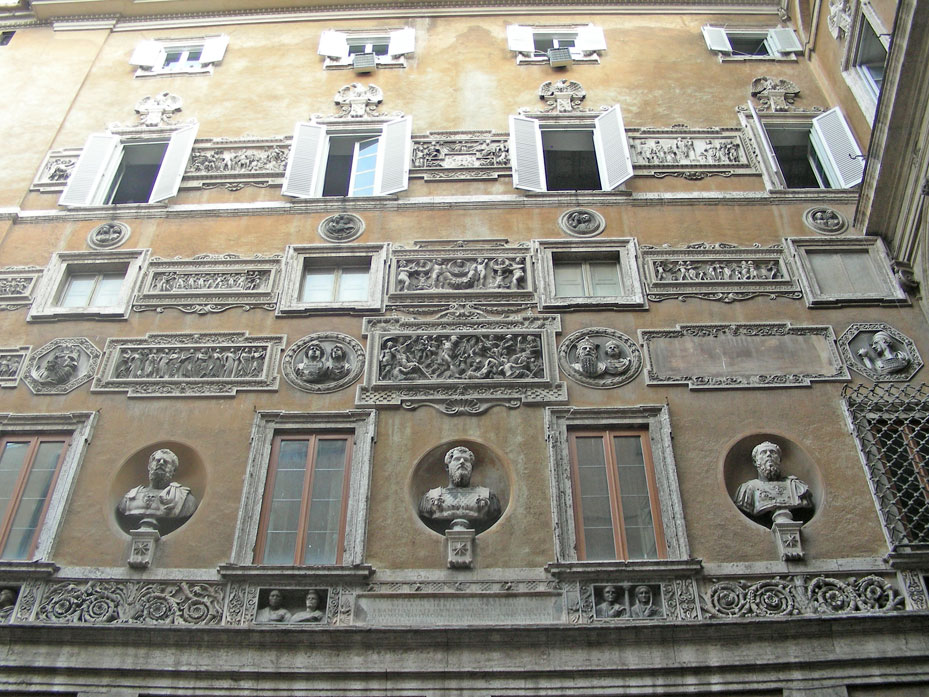
Gebäude am Palazzo Mattei

Der Palazzo Mattei di Giove ist eines von mehreren Gebäuden, errichtet von der Familie Mattei in der Insula Mattei in Rom. Zu den anderen Gebäuden zählen auch der Palazzo Mattei di Trastevere im römischen Stadtteil Trastevere, die Villa Celimontana im römischen Stadtteil Celio und zum Beispiel in Umbrien der Palazzo Mattei Paganica oder der Palazzo Ducale in Giove. Der Palazzo liegt zwischen der Via Michelangelo Caetani und der Via dei Funari im römischen Stadtbezirk Sant’Angelo.

## Planung und Bau
Der in Rom wirkende Baumeister Carlo Maderno war in der Zeit von 1598 bis 1611 mit der Errichtung des Palastes befasst. Bauherr war Asdrubale Mattei, Herzog von Giove, ein Vertreter der damals mächtigen Familie Mattei, zu denen seine Brüder Ciriaco Mattei und Kardinal Girolamo Mattei sowie seine Söhne Girolamo Mattei und Luigi Mattei gehören.
Maderno war unter anderem für die Gestaltung der straßenseitigen Fassade des Palastes, des Innenhofes mit seinen Loggien und die altana, die Dachloggia, des Palazzo verantwortlich. Die Fassade zur Straße hin ist in Ziegelmauerwerk und Travertin ausgeführt, die Kanten des Gebäudes zeigen Bossenwerk. Das Gesims ist mit den Familienwappen verziert, den Adlern der Gonzaga und dem Schachbrettmuster der Familie Mattei.
Für die weitere Ausstattung des Palastes wurde vor 1626 Pietro da Cortona mit der Ausschmückung einiger Teile der Decken der Bogengänge des Innenhofes beauftragt.

## Geschichte
Asdrubale Mattei ist als großer Kunstliebhaber bekannt. Er soll unter anderem im Jahre 1601 dem Maler Michelangelo Merisi da Caravaggio (Caravaggio) im Palazzo Unterkunft gewährt haben. Im 19. Jahrhundert wurde ein Teil der Gemälde des Palazzo an den britischen Sammler William Hamilton Nisbet verkauft, der sie nach Schottland verbrachte. Das Gebäude selbst wurde nach dem Aussterben der Familie Mattei 1938 vom italienischen Staat erworben.

## Nutzung im Jahre 2015
Das Gebäude beherbergt heute verschiedene Abteilungen des italienischen Kulturministeriums, so zum Beispiel das Institut für moderne und zeitgenössische Geschichte sowie die Bibliothek für moderne und zeitgenössische Geschichte.